# Kipelov
Kipelov (russe : Кипелов) est un groupe de heavy metal russe, originaire de Moscou.

## Biographie

### Débuts
En 2002, des dissensions au sein du groupe de heavy metal Aria mènent Valery Kipelov (chant), Sergey Terentyev (guitare), et Alexander Maniakin (batterie) à quitter le groupe puis à se joindre à Sergey Mavrin et au bassiste Alexey Harkov de Mavrik pour former Kipelov. Le groupe est alors nommé d'après le nom de Valery Kipelov. Kipelov étant, pour les membres, une nouvelle version d'Aria, ils commencent immédiatement à jouer. À la fin de 2002, Kipelov se lance dans une tournée en Russie, en Ukraine, et en Biélorussie, durant laquelle ils jouent notamment à guichet fermé à Moscou au légendaire Gorbunov Palace of Culture. En mai 2003, après une brève pause de tournée, le groupe joue en plein air au Voel Amphitheatre de Tel Aviv, en Israël. 
Le 24 mai 2003, durant un événement fêtant les 300 ans de Saint-Pétersbourg, le groupe joue un concert au Saint Petersburg Stadium. Des versions audio et vidéo de ce concert sont ensuite publiées. Le 4 octobre 2003, Kipelov joue au stade Loujniki de Moscou. Sergey Terentyev quitte le groupe peu après, et forme son propre groupe Arteriya. Il est remplacé par l'ancien guitariste des groupes Strike et Legion, Andrey Golovanov. Cette nouvelle formation se lance immédiatement en tournée. En décembre 2003, un album comprenant les chansons Babylon, Time of Troubles, et des versions live et studio de I am Free est publié au label Moroz Records.

### Premiers albums

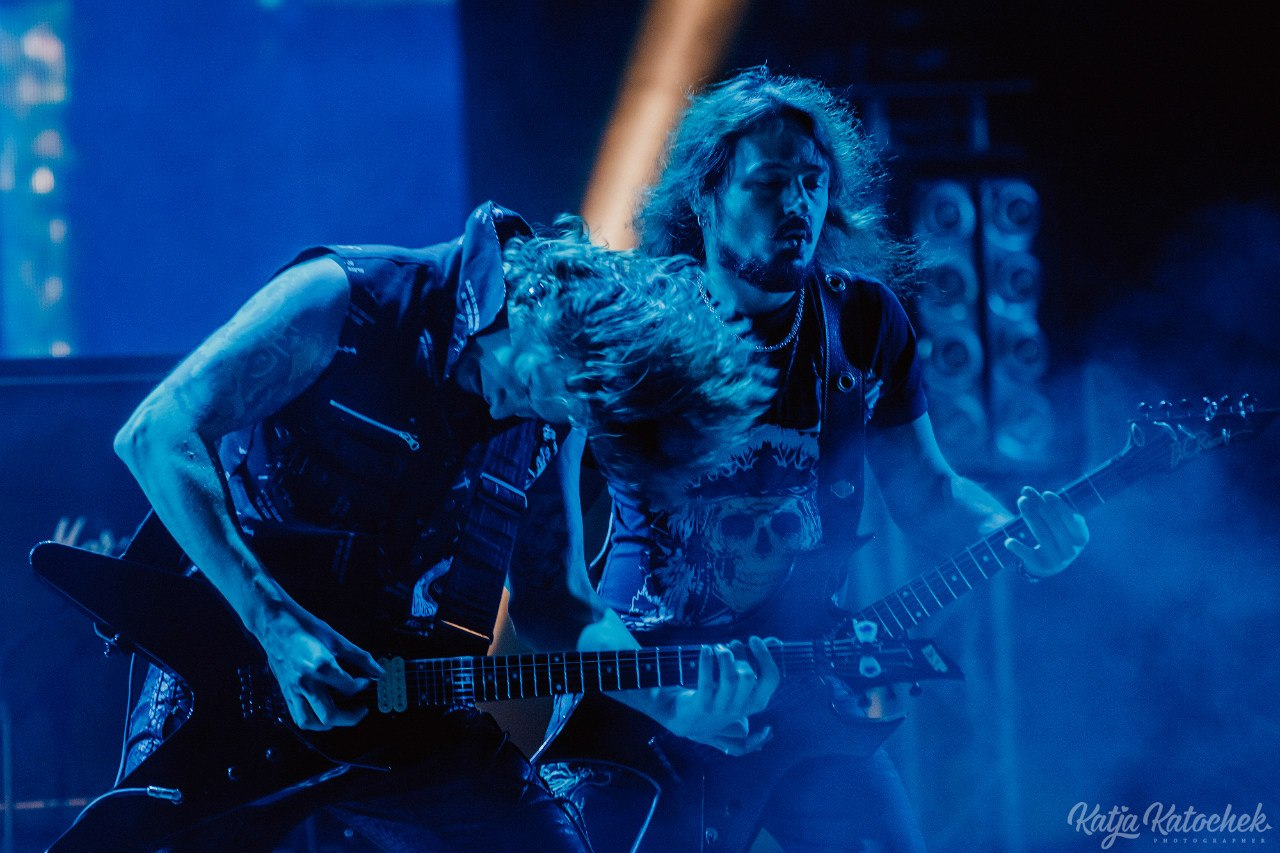
Kipelov sur scène au Moscow Metal Meeting 2014.

Le 6 mars 2004, le groupe participe à un concert au Gorbunov Palace of Culture. En septembre 2004, Kipelov publie un clip de Babylon réalisé par Vitaly Mukhametzyanov, également réalisateur de clips d'autres artistes comme Linda et T.O.T.A.L. La vidéo est diffusée sur la chaîne MTV Russie, et fait attribuer au groupe le prix de « groupe le plus prometteur de 2004 » aux Russian Music Awards. En octobre 2004 Kipelov se lance encore en tournée en Russie, Ukraine et Biélorussie, après le départ de Sergey Mavrin pour une carrière solo. Il est remplacé par Victor Smolski du groupe allemand Rage. Le groupe décide ensuite de travailler sur un nouvel album studio, Rivers of Time. Ils y travaillent de l'hiver 2004 jusqu'à l'été 2005, puis l'album est masterisé aux Gernhart Studios en Allemagne. Le groupe publie, en décembre 2005, Rivers of Time sur CD-Maximum Records. Kipelov tourne une nouvelle fois, cette fois pour la promotion de l'album. La ballade Ya Zdes est significativement diffusée à la radio.
En février 2006, Smolski retourne au sein de Rage. le groupe recrute alors le guitariste Vyacheslav Molchanov. En septembre 2006, Kipelov se lance dans une nouvelle tournée, En parallèle sort leur DVD du concert Moskva 2005 enregistré au stade Loujniki. En 2007, le groupe tourne le clip de leur chanson Not Now. Kipelov enregistre aussi la chanson Talisman (Black Angel) pour le film russe Бегущая по волнам. Le 15 octobre 2007 sort la réédition de l'album The Rivers of Time. Les 18 et 20 octobre 2007, le groupe joue au stade Loujniki et à Saint-Pétersbourg. Ils y jouent une nouvelle chanson Soliloquy. En février 2009, le groupe publie le single On the Edge. les 29 et 30 mai 2010, le groupe donne deux concerts à Moscou. Le 1er mars 2011 sort leur deuxième album studio, Zhit' Vopreki. L'album est enregistré en Russie, et mixé en Finlande. le 12 juin 2011, le groupe joue au festival Rock on the Volga.

### Troisième album
Après la sortie du single Отражение, le groupe annonce un nouvel album en préparation. Le 20 octobre 2015 sort un nouveau single intitulé Непокорённый.

## Membres

### Membres actuels
- Alexey Kharkov - basse (depuis 2002)[1]
- Alexander Manyakin - batterie (depuis 2002)[1]
- Valeriy Kipelov - chant (depuis 2002)[1]
- Andrew Golovanov - guitare (depuis 2003)[1]
- Vyacheslav Molchanov - guitare (depuis 2006)[1]

### Anciens membres
- Sergey Terentiev - guitare (2002-2003)[1]
- Sergey Mavrin - guitare (2002-2004)[1]

## Discographie
- 2003 : Put Naverh (album live)
- 2003 : Vavilon (Babylon) (single)
- 2005 : Reki Vremyon (Rivers of Time)
- 2006 : Moskva (album live)
- 2011 : Zhit' Vopreki